# تشارلي هاربر (فنان)
تشارلي هاربر (بالإنجليزية: Charley Harper)‏ هو فنان أمريكي، ولد في 4 أغسطس 1922 في مقاطعة أوشور في الولايات المتحدة، وتوفي في 10 يونيو 2007 في سينسيناتي في الولايات المتحدة.